# Nošnica
La Nošnica (en serbe cyrillique : Ношница) est une rivière de Serbie. Elle est un affluent gauche de la Golijska Moravica. Elle fait partie du bassin versant de la mer Noire.
La Nošnica se jette dans la Moravica près du village de Međurečje, dans la municipalité d'Ivanjica. Le monastère de Kovilj, près du village éponyme de Kovilje, domine la rivière.